# 菅原宣義
菅原 宣義（すがわら の のぶよし、? - 寛仁元年4月22日（1017年5月20日））は平安時代中期の官人、学者、文人。式部大輔・菅原文時の孫。官位は正四位下・文章博士。

## 経歴
長保2年（1000年）から寛弘6年（1009年）まで大内記を務め、寛弘7年（1010年）、右少弁に登る。この間、東宮学士を兼ね、寛弘6年（1009年）11月・12月には敦良親王（後朱雀天皇）に『漢書』『後漢書』を読書した。また、長保5年（1003年）11月27日と28日の作文会に参加し、題を出し、序を書いた。
寛弘8年（1011年）、後一条天皇即位時の奉表を作成した。その他に、法務大僧正・勧修の辞表、冷泉天皇の三十五日法事の御願文、藤原彰子が亡き一条天皇の為に営んだ講説の願文、長和2年の仁王会の呪願文、藤原道長五十賀の寿命経5000巻の巻数の文を作成している。
寛弘9年・長和元年（1012年）、文章博士として新元号を勘申する。このとき、藤原道長は「『寛仁』を勘申せよ」と宣義ともう一人の文章博士・大江通直に度々言ったものの、二人は出典が見つけられないとして、その勘申を拒んだ（詳細は寛仁#藤原道長の執着）。
長和4年（1015年）5月、仁王会の呪願文を頼まれたが、病の為、参入しなかった。同月22日、大風により自宅が倒壊し、自他の児童七人と共に閉じ込めらた。幸いにして、全員が怪我もなく救助された。
長和6年・寛仁元年（1017年）、新元号を勘申するも、直後の4月22日に死亡したため、忌むべきものとして候補から外された。

## 文化活動
宣義は大江匡房が一条朝の「天下の一物」に挙げた文士の一人であり、漢詩が『本朝麗藻』に2首、『類聚句題抄』に9首載っている。
また、寛弘8年（1011年）に『三略』を加点しており、その正和2年（1313年）写本が重要文化財に指定されている。

## 官歴
- 長徳2年（996年）4月13日：見式部丞[19]
- 長保2年（1000年）～寛弘6年（1009年）：見大内記[20]
- 寛弘4年（1007年）9月9日：見式部権少輔[2]
- 寛弘6年（1009年）11月26日[21]、寛弘8年（1011年）6月13日[2]：見東宮学士
- 寛弘7年（1010年）：右少弁[22]
- 寛弘8年（1011年）11月29日：見兵部権大輔[2]
- 長和元年（1012年）12月26日：見文章博士[9]
- 寛仁元年（1017年）4月22日：卒去（文章博士[23]）[24]

『尊卑分脈』によれば、他に文章生、侍従、正四位下、左少弁、菅原氏長者、侍読、治部丞、式部権大輔。

## 系譜
『尊卑分脈』による
- 祖父：菅原文時
- 父：菅原惟熙 - 左衛門尉諸陵助
  - 文章生だったこと以外経歴不明。『扶桑集』、『江談抄』に漢詩が載る[25]。
- 子：菅原義明 - 壱岐守従五位下

## 登場作品
澤田瞳子『月ぞ流るる』では「変わり者の文章博士」として登場する。